# Джерело «Василівське»
Джерело «Василівське» — гідрологічна пам'ятка природи місцевого значення. Розташована на території с. Шура-Мітлинецька Гайсинського району Вінницької області. Оголошена відповідно до рішення Вінницького облвиконкому від 29.08.1984 р. № 371. Охороняється джерело ґрунтової води, що має водорегулююче значення.